# 山下弘枝
山下 弘枝（やました ひろえ）は、日本の郷土史家、茶道家、華道家、神社本庁所属神職、政治活動家。自由民主党稲田朋美代議士応援団体「神戸ともみ組」会長。広島市在住。なお、近年まで「初田」名義で活動していたが平成28年には本名の「山下」名義に戻している。また「楠木千早」名義で活動している事も確認されている。

## 来歴
空母「翔鶴」乗艦の海軍整備特務中尉・山下實（1924年 - 2017年）・八栄子の娘として10月4日に生まれる。立命館大学文学部文学科を卒業している。
父親から家系が楠木氏の血筋にあたると聞いたことから大東亜戦争の戦史研究や、楠木正成及び楠木一族の事蹟顕彰を行っている。本人が楠木氏の嫡男の後裔であることは昭和10年に行われた学術調査て確認されている。
平成30年4月20日、一般社団法人楠公研究会を設立し、代表理事に就任。主な活動内容は、楠木氏を始めとする南朝ゆかりの地に伝わる伝承を聞き取り調査し、それらを記録し後世に残す事であり、史料だけでは補えない史実に重点を置いているとする。その中で、長らく未発見とされてきた楠母神社旧本殿写真を発見し公表した。
令和3年10月には、ミュージシャンとして新曲『千早城』を発売した。
令和5年2月、『建武中興と楠木正成の真実』を青林堂から出版。
また、表千家茶道の教授や、池坊生け花教授としても活動し、日本の伝統文化継承にも力を入れている。

## 講演
- 第三回楠正行シンポジウム（平成27年3月7日）
- 政経倶楽部名古屋支部第58回例会「今日本人が取り戻すべき大楠公の精神」（平成29年1月19日）
- 姫路経営者漁火会「大楠公末裔として」（平成29年4月20日）
- 大河之會8月度定例会「今日本人が取り戻すべき大楠公の精神」（平成29年8月31日）
- 政経倶楽部広島支部第38回例会「今こそ目覚めよ、日本人の誇りと楠公精神～末裔の視点から見た楠公事蹟と顕彰～」（平成29年12月8日）
- 大河之會日本神話の会共催講演会「楠公精神を支えた女性たち」（平成29年1月27日）
- 近江神宮昭和祭第二部記念講演「伝えるべき日本人のこころ」（平成30年4月29日）
- 第59回日本の歴史文化研究会「楠公父子物語～その事蹟と顕彰～」（平成30年8月26日）
- 生涯青春研究会「歴史街道いづみ路読本」出版記念講演「南朝ロマン溢れるいづみ路の魅力」(平成31年2月24日）
- 枚方・交野を良くする会「日本人が取り戻すべき大和魂と楠公精神、日本男子の本懐」(令和2年7月15日)
- 大和塾第30回目記念講演会「国體、そして大和魂への原点回帰」(令和2年8月15日)
- 教科書に無い本当にあった歴史講座「南朝太平記　～教科書に無い本当にあった歴史講座　中世編第二回　本当にあった歴史～」(令和2年11月22日)
- その他、勝兵塾関西支部例会にて定期講演

## 寄稿
- 新聞アイデンティティ（平成27年6月1日掲載）
- 民族戦線（平成29年1月25日掲載）
- 新聞アイデンティティ（平成29年10月1日掲載）